# Alae-Eddine Bouchenna
Pour les articles homonymes, voir Bouchenna.
Alae-Eddine Bouchenna (en arabe : علاء الدين بوشنة), né le 18 mai 1995 à Oujda, est un footballeur marocain évoluant au poste de milieu de terrain au MAS de Fès.

## Biographie

### En club
Alae-Eddine Bouchenna débute le football dans le club de sa ville natale, le Mouloudia d'Oujda, en D2 marocaine. Lors de la saison 2017-2018, il est promu en première division marocaine.
Le 14 février 2021, il marque son premier but de la saison en championnat contre le Chabab Mohammedia (victoire, 1-0).

## Palmarès

### En club
Mouloudia d'Oujda
- Championnat du Maroc D2 (1) :
  - Champion : 2017-18.